# Балканска кампания
Балканската кампания е настъпателна операция на Тристранния пакт на Балканския полуостров, продължила от октомври 1940 до юни 1941 година и завършила с окупацията на Югославия и Гърция.
Прелюдия към балканската кампания е италианската инвазия в Албания довела до италианска окупация на Албания.
Кампанията започва на 28 октомври 1940 година с италианското нападение срещу Гърция. През първите месеци на 1941 година, италианското настъпление е спряно и гръцка контраофанзива навлиза в Албания. Германия се опитва да подпомогне италианците и разполага свои войски в Румъния и България, а Великобритания изпраща войски и самолети в Гърция.
На 27 март военен преврат отстранява прогерманското правителство на Югославия и на 6 април по-късно, Германия и Италия започват Югославската операция, към която няколко дни по-късно се присъединява и Унгария, едновременно с нова офанзива в Гърция. На 17 април Югославия сключва примирие, а до края на месеца цяла континентална Гърция е окупирана. В края на май започва битката за Крит и до 1 юни последните гръцки и британски части се предават. България не участва в преките бойни действия, но през април – юни окупира части от Югославия и Гърция.

## Предистория
След Първата световна война, с пълното рухване на Османската империя и Австро-Унгария, албанците започват да гледат към Кралство Италия за защита от враговете им.
През 1919 г. териториалната цялост на Албания се потвърждава от Парижката мирна конференция, след като американският президент Удроу Уилсън се противопоставя на плана на европейските сили да разделят Албания между съседите ѝ. Уви, след 1925 г. италианският диктатор Бенито Мусолини търси власт в Албания.
През 1928 г. Албания става кралство под управлението на Зог I, който е бивш министър-председател. Той се проваля в отблъскването на италианското вмешателство в албанските вътрешни дела. На 7 април 1939 г. силите на Мусолини окупират Албания, свалят Зог от престола му и анексират държавата към Италианската империя.

## Кампания

### Итало-гръцка война
Италианското нахлуване в Гърция продължава от 28 октомври 1940 г. до 30 април 1941 г. и е част от Втората световна война. Италианските сили нападат Гърция и постигат ограничен успех. Скоро след това, гърците контраатакуват и италианците са отблъснати до албанската граница. Италианците използват по-голямата част от зимата в стабилизиране на линията, което ги оставя да властват само в две трети от Албания. Дългоочакваната италианска офанзива през март 1941 г. води до малко териториални придобивки. Германия, водена от Адолф Хитлер, се намесва през април и нахлува в Гърция след успешна Югославска операция.

### Югославска операция
Нахлуването в Югославия започва на 6 април 1941 г. и завършва с безусловната капитулация на Кралската югославска армия на 17 април. Нахлулите сили на Оста (Германия, Италия и Унгария) окупират и разпокъсват Кралство Югославия. Съединявайки Босна и Херцеговина и някои части на Хърватия и Срем е създадена Независима хърватска държава от Германия и Италия. В част от територията на бившето Кралство Сърбия и Банат немците назначават марионетно правителство – Правителство на народното спасение на Милан Недич. Черна гора остава под италианска окупация, а на Царство България е позволено да анексира източните части на Югославия, включително по-голямата част от съвременна Република Македония.

### Битка за Гърция
Хитлер започва да планира нахлуване в Гърция през ноември 1940 г., след като британците окупират Крит и Лемнос. Той нарежда на „операция Марита“ да започне на 13 декември 1940 г., планирайки да премине към изпълнението на нападението към март 1941 г. Целта на операцията е да се попречи на британците да вземат военновъздушни бази с капацитет за удари по румънските петролни полета. На 6 април 1941 г. германската армия нахлува в Северна Гърция, докато други елементи започват нападение срещу Югославия. Пробиването на южните югославски линии позволява на Германия да изпраща подкрепления към бойното поле в Северна Гърция. Германската армия заобикаля гръцката линия Метаксас и въпреки британските подкрепления в района, тръгва да завладява южните гръцки градове. Битката за Гърция завършва с навлизането на германската армия в Атина и завладяването на Пелопонес, макар 40 хил. съюзнически войници да са евакуирани на Крит, което дава ход на едно от най-големите парашутни нападения в историята – битката за Крит.

### Битка за Крит
На 20 май 1941 г. германски фалширмйегери се спускат над летищата в Северен Крит с цел да окупират острова. Посрещнати са от ожесточена съпротива от съюзническите сили и местното критско население, но в края на краищата защитниците са победени от немските войски. Британското правителство нарежда евакуация на острова на 27 май, като останалите войски се предават на 1 юни. Все пак тежките загуби, понесени от немските парашутисти, карат Главното командване на Вермахта да изостави всякакви мащабни парашутни операции през останалата част от войната.

## Последици
Към 1 юни 1941 г. Албания, Югославия и Гърция са под контрола на силите на Оста. Гърция е подложена на тройна окупация, а Югославия е раздробена и окупирана. Германия си набавя значително стратегическо предимство – пряк достъп до Средиземноморието.

### Българска окупация
На 6 април 1941 г., въпреки че официално е част от силите на Оста, Царство България не участва в настъплението срещу Югославия и битката за Гърция. На 20 април българската армия окупира по-голямата част от Западна Тракия и източната част на областта Македония, които вече са покорени от Германия, с цел да възстанови достъпа си до Егейско море отпреди Първата световна война. Българските войски окупират и части от Източна Сърбия, а Вардарска бановина е поделена между българите и италианците.

### Съпротивителни движения
През остатъка от войната, активни югославски, гръцки и албански съпротивителни движения карат Германия и съюзниците ѝ да оставят постоянни гарнизони от хиляди войници в трите държави. По-специално в Югославия след 1943 г. заплахата от настъпление на Съюзниците и дейността на партизаните, принуждават немците да предприемат мащабна война срещу партизаните, използвайки няколко дивизии.